# Tour de Polonia 2024
La 81.ª edición de la competición ciclista Tour de Polonia fue una carrera de ciclismo en ruta por etapas que se celebró entre el 12 y el 18 de agosto de 2024 en Polonia con inicio en la ciudad de Breslavia y final en la de Cracovia sobre un recorrido de 1036,2 kilómetros.
La carrera formó parte del UCI WorldTour 2024, calendario ciclístico de máximo nivel mundial, siendo la vigésima séptima carrera de dicho circuito. El vencedor final fue el danés Jonas Vingegaard del Visma | Lease a Bike y estuvo acompañado en el podio por el italiano Diego Ulissi del UAE Emirates y el neerlandés Wilco Kelderman del Visma | Lease a Bike.

## Equipos participantes
Tomaron parte en la carrera 22 equipos: 18 de categoría UCI WorldTeam, 3 de categoría UCI ProTeam y la selección nacional de Polonia, formando así un pelotón de 154 ciclistas de los que acabaron 127. Los equipos participantes fueron:
| WorldTeams (18)- Alpecin-Deceuninck - Arkéa-B&B Hotels - Astana Qazaqstan Team - Bahrain Victorious - Cofidis - Decathlon-AG2R La Mondiale - EF Education-EasyPost - Groupama-FDJ - Ineos Grenadiers - Intermarché-Wanty - Lidl-Trek - Movistar Team - Red Bull-Bora-Hansgrohe - Soudal Quick-Step - Team dsm-firmenich PostNL - Team Jayco AlUla - Team Visma \| Lease a Bike - UAE Team Emirates ProTeams (3)- Israel-Premier Tech - Q36.5 Pro Cycling Team - Tudor Pro Cycling Team Equipo nacional- Polonia |
| |

## Recorrido
El Tour de Polonia dispuso de siete etapas para un recorrido total de 1036,2 kilómetros.
| Etapa     | Fecha     | Recorrido                            | type                    | Distancia (km) | Ganador     | Líder            |
| --------- | --------- | ------------------------------------ | ----------------------- | -------------- | ----------- | ---------------- |
| 1.ª etapa | 12 de ago | Breslavia – Karpacz                  | etapa escarpada         | 159,3          | Thibau Nys  | Thibau Nys       |
| 2.ª etapa | 13 de ago | Gmina Mysłakowice – Karpacz          | contrarreloj individual | 15,4           | Tim Wellens | Jonas Vingegaard |
| 3.ª etapa | 14 de ago | Wałbrzych – Duszniki-Zdrój           | etapa escarpada         | 156,5          | Thibau Nys  | Jonas Vingegaard |
| 4.ª etapa | 15 de ago | Kudowa-Zdrój – Prudnik               | etapa llana             | 195,3          | Olav Kooij  | Jonas Vingegaard |
| 5.ª etapa | 16 de ago | Katowice – Katowice                  | etapa llana             | 187,6          | Tim Merlier | Jonas Vingegaard |
| 6.ª etapa | 17 de ago | Wadowice – Bukowina Tatrzańska       | etapa escarpada         | 183,2          | Thibau Nys  | Jonas Vingegaard |
| 7.ª etapa | 18 de ago | Minas de sal de Wieliczka – Cracovia | etapa llana             | 142,1          | Olav Kooij  | Jonas Vingegaard |

## Desarrollo de la carrera

### 1.ª etapa
| Breslavia - Karpacz | etapa escarpada | (159,3 km) |

| \| Clasificación de la etapa \| Clasificación de la etapa \| Clasificación de la etapa \| Clasificación de la etapa \| Clasificación de la etapa \| \| Ciclista \| Ciclista \| Equipo \| Tiempo \| \| \| ------------------------- \| ------------------------- \| -------------------------- \| ------------------------- \| ------------------------- \| \| 1.º \| Thibau Nys \| Lidl-Trek \| 3 h 37 min 13 s \| \| \| 2.º \| Wilco Kelderman \| Team Visma \\| Lease a Bike \| + 3 s \| \| \| 3.º \| Lukas Nerurkar \| EF Education-EasyPost \| + 3 s \| \| \| 4.º \| Jonas Vingegaard \| Team Visma \\| Lease a Bike \| + 6 s \| \| \| 5.º \| Matej Mohorič \| Bahrain Victorious \| + 6 s \| \| \| 6.º \| Diego Ulissi \| UAE Team Emirates \| + 6 s \| \| \| 7.º \| Romain Grégoire \| Groupama-FDJ \| + 6 s \| \| \| 8.º \| Jakob Fuglsang \| Israel-Premier Tech \| + 6 s \| \| \| 9.º \| Rafał Majka \| UAE Team Emirates \| + 9 s \| \| \| 10.º \| Nicola Conci \| Alpecin-Deceuninck \| + 9 s \| \| |                  |                            |                 |
| |                  |                            |                 |
| |                  |                            |                 |
| Clasificación de la etapa |                  |                            |                 |
| Ciclista | Ciclista         | Equipo                     | Tiempo          |
| 1.º | Thibau Nys       | Lidl-Trek                  | 3 h 37 min 13 s |
| 2.º | Wilco Kelderman  | Team Visma \| Lease a Bike | + 3 s           |
| 3.º | Lukas Nerurkar   | EF Education-EasyPost      | + 3 s           |
| 4.º | Jonas Vingegaard | Team Visma \| Lease a Bike | + 6 s           |
| 5.º | Matej Mohorič    | Bahrain Victorious         | + 6 s           |
| 6.º | Diego Ulissi     | UAE Team Emirates          | + 6 s           |
| 7.º | Romain Grégoire  | Groupama-FDJ               | + 6 s           |
| 8.º | Jakob Fuglsang   | Israel-Premier Tech        | + 6 s           |
| 9.º | Rafał Majka      | UAE Team Emirates          | + 9 s           |
| 10.º | Nicola Conci     | Alpecin-Deceuninck         | + 9 s           |

| \| Clasificación general \| Clasificación general \| Clasificación general \| Clasificación general \| Clasificación general \| \| Ciclista \| Ciclista \| Equipo \| Tiempo \| \| \| --------------------- \| --------------------- \| -------------------------- \| --------------------- \| --------------------- \| \| 1.º \| Thibau Nys \| Lidl-Trek \| 3 h 37 min 03 s \| \| \| 2.º \| Wilco Kelderman \| Team Visma \\| Lease a Bike \| + 7 s \| \| \| 3.º \| Lukas Nerurkar \| EF Education-EasyPost \| + 9 s \| \| \| 4.º \| Jonas Vingegaard \| Team Visma \\| Lease a Bike \| + 16 s \| \| \| 5.º \| Matej Mohorič \| Bahrain Victorious \| + 16 s \| \| \| 6.º \| Diego Ulissi \| UAE Team Emirates \| + 16 s \| \| \| 7.º \| Romain Grégoire \| Groupama-FDJ \| + 16 s \| \| \| 8.º \| Jakob Fuglsang \| Israel-Premier Tech \| + 16 s \| \| \| 9.º \| Rafał Majka \| UAE Team Emirates \| + 19 s \| \| \| 10.º \| Nicola Conci \| Alpecin-Deceuninck \| + 19 s \| \| |                  |                            |                 |
| |                  |                            |                 |
| |                  |                            |                 |
| Clasificación general |                  |                            |                 |
| Ciclista | Ciclista         | Equipo                     | Tiempo          |
| 1.º | Thibau Nys       | Lidl-Trek                  | 3 h 37 min 03 s |
| 2.º | Wilco Kelderman  | Team Visma \| Lease a Bike | + 7 s           |
| 3.º | Lukas Nerurkar   | EF Education-EasyPost      | + 9 s           |
| 4.º | Jonas Vingegaard | Team Visma \| Lease a Bike | + 16 s          |
| 5.º | Matej Mohorič    | Bahrain Victorious         | + 16 s          |
| 6.º | Diego Ulissi     | UAE Team Emirates          | + 16 s          |
| 7.º | Romain Grégoire  | Groupama-FDJ               | + 16 s          |
| 8.º | Jakob Fuglsang   | Israel-Premier Tech        | + 16 s          |
| 9.º | Rafał Majka      | UAE Team Emirates          | + 19 s          |
| 10.º | Nicola Conci     | Alpecin-Deceuninck         | + 19 s          |

### 2.ª etapa
| Gmina Mysłakowice - Karpacz | contrarreloj individual | (15,4 km) |

| \| Clasificación de la etapa \| Clasificación de la etapa \| Clasificación de la etapa \| Clasificación de la etapa \| Clasificación de la etapa \| \| Ciclista \| Ciclista \| Equipo \| Tiempo \| \| \| ------------------------- \| ------------------------- \| -------------------------- \| ------------------------- \| ------------------------- \| \| 1.º \| Tim Wellens \| UAE Team Emirates \| 23 min 59 s \| \| \| 2.º \| Jonas Vingegaard \| Team Visma \\| Lease a Bike \| + 9 s \| \| \| 3.º \| Felix Großschartner \| UAE Team Emirates \| + 15 s \| \| \| 4.º \| Oscar Onley \| Team dsm-firmenich PostNL \| + 15 s \| \| \| 5.º \| Maximilian Schachmann \| Red Bull-Bora-Hansgrohe \| + 21 s \| \| \| 6.º \| Diego Ulissi \| UAE Team Emirates \| + 34 s \| \| \| 7.º \| Magnus Sheffield \| Ineos Grenadiers \| + 39 s \| \| \| 8.º \| Raúl García Pierna \| Arkéa-B&B Hotels \| + 40 s \| \| \| 9.º \| Jan Christen \| UAE Team Emirates \| + 41 s \| \| \| 10.º \| Romain Grégoire \| Groupama-FDJ \| + 42 s \| \| |                       |                            |             |
| |                       |                            |             |
| |                       |                            |             |
| Clasificación de la etapa |                       |                            |             |
| Ciclista | Ciclista              | Equipo                     | Tiempo      |
| 1.º | Tim Wellens           | UAE Team Emirates          | 23 min 59 s |
| 2.º | Jonas Vingegaard      | Team Visma \| Lease a Bike | + 9 s       |
| 3.º | Felix Großschartner   | UAE Team Emirates          | + 15 s      |
| 4.º | Oscar Onley           | Team dsm-firmenich PostNL  | + 15 s      |
| 5.º | Maximilian Schachmann | Red Bull-Bora-Hansgrohe    | + 21 s      |
| 6.º | Diego Ulissi          | UAE Team Emirates          | + 34 s      |
| 7.º | Magnus Sheffield      | Ineos Grenadiers           | + 39 s      |
| 8.º | Raúl García Pierna    | Arkéa-B&B Hotels           | + 40 s      |
| 9.º | Jan Christen          | UAE Team Emirates          | + 41 s      |
| 10.º | Romain Grégoire       | Groupama-FDJ               | + 42 s      |

| \| Clasificación general \| Clasificación general \| Clasificación general \| Clasificación general \| Clasificación general \| \| Ciclista \| Ciclista \| Equipo \| Tiempo \| \| \| --------------------- \| --------------------- \| -------------------------- \| --------------------- \| --------------------- \| \| 1.º \| Jonas Vingegaard \| Team Visma \\| Lease a Bike \| 4 h 01 min 27 s \| \| \| 2.º \| Wilco Kelderman \| Team Visma \\| Lease a Bike \| + 24 s \| \| \| 3.º \| Diego Ulissi \| UAE Team Emirates \| + 25 s \| \| \| 4.º \| Romain Grégoire \| Groupama-FDJ \| + 33 s \| \| \| 5.º \| Magnus Sheffield \| Ineos Grenadiers \| + 37 s \| \| \| 6.º \| Edoardo Zambanini \| Bahrain Victorious \| + 45 s \| \| \| 7.º \| Yannis Voisard \| Tudor Pro Cycling Team \| + 49 s \| \| \| 8.º \| Matej Mohorič \| Bahrain Victorious \| + 49 s \| \| \| 9.º \| Mikkel Honoré \| EF Education-EasyPost \| + 49 s \| \| \| 10.º \| Felix Großschartner \| UAE Team Emirates \| + 50 s \| \| |                     |                            |                 |
| |                     |                            |                 |
| |                     |                            |                 |
| Clasificación general |                     |                            |                 |
| Ciclista | Ciclista            | Equipo                     | Tiempo          |
| 1.º | Jonas Vingegaard    | Team Visma \| Lease a Bike | 4 h 01 min 27 s |
| 2.º | Wilco Kelderman     | Team Visma \| Lease a Bike | + 24 s          |
| 3.º | Diego Ulissi        | UAE Team Emirates          | + 25 s          |
| 4.º | Romain Grégoire     | Groupama-FDJ               | + 33 s          |
| 5.º | Magnus Sheffield    | Ineos Grenadiers           | + 37 s          |
| 6.º | Edoardo Zambanini   | Bahrain Victorious         | + 45 s          |
| 7.º | Yannis Voisard      | Tudor Pro Cycling Team     | + 49 s          |
| 8.º | Matej Mohorič       | Bahrain Victorious         | + 49 s          |
| 9.º | Mikkel Honoré       | EF Education-EasyPost      | + 49 s          |
| 10.º | Felix Großschartner | UAE Team Emirates          | + 50 s          |

### 3.ª etapa
| Wałbrzych - Duszniki-Zdrój | etapa escarpada | (156,5 km) |

| \| Clasificación de la etapa \| Clasificación de la etapa \| Clasificación de la etapa \| Clasificación de la etapa \| Clasificación de la etapa \| \| Ciclista \| Ciclista \| Equipo \| Tiempo \| \| \| ------------------------- \| ------------------------- \| -------------------------- \| ------------------------- \| ------------------------- \| \| 1.º \| Thibau Nys \| Lidl-Trek \| 4 h 03 min 21 s \| \| \| 2.º \| Diego Ulissi \| UAE Team Emirates \| + 0 s \| \| \| 3.º \| Wilco Kelderman \| Team Visma \\| Lease a Bike \| + 0 s \| \| \| 4.º \| Archie Ryan \| EF Education-EasyPost \| + 0 s \| \| \| 5.º \| Magnus Sheffield \| Ineos Grenadiers \| + 0 s \| \| \| 6.º \| Edoardo Zambanini \| Bahrain Victorious \| + 0 s \| \| \| 7.º \| Romain Grégoire \| Groupama-FDJ \| + 0 s \| \| \| 8.º \| Matej Mohorič \| Bahrain Victorious \| + 0 s \| \| \| 9.º \| Jonas Vingegaard \| Team Visma \\| Lease a Bike \| + 0 s \| \| \| 10.º \| Aurélien Paret-Peintre \| Decathlon-AG2R La Mondiale \| + 0 s \| \| |                        |                            |                 |
| |                        |                            |                 |
| |                        |                            |                 |
| Clasificación de la etapa |                        |                            |                 |
| Ciclista | Ciclista               | Equipo                     | Tiempo          |
| 1.º | Thibau Nys             | Lidl-Trek                  | 4 h 03 min 21 s |
| 2.º | Diego Ulissi           | UAE Team Emirates          | + 0 s           |
| 3.º | Wilco Kelderman        | Team Visma \| Lease a Bike | + 0 s           |
| 4.º | Archie Ryan            | EF Education-EasyPost      | + 0 s           |
| 5.º | Magnus Sheffield       | Ineos Grenadiers           | + 0 s           |
| 6.º | Edoardo Zambanini      | Bahrain Victorious         | + 0 s           |
| 7.º | Romain Grégoire        | Groupama-FDJ               | + 0 s           |
| 8.º | Matej Mohorič          | Bahrain Victorious         | + 0 s           |
| 9.º | Jonas Vingegaard       | Team Visma \| Lease a Bike | + 0 s           |
| 10.º | Aurélien Paret-Peintre | Decathlon-AG2R La Mondiale | + 0 s           |

| \| Clasificación general \| Clasificación general \| Clasificación general \| Clasificación general \| Clasificación general \| \| Ciclista \| Ciclista \| Equipo \| Tiempo \| \| \| --------------------- \| --------------------- \| -------------------------- \| --------------------- \| --------------------- \| \| 1.º \| Jonas Vingegaard \| Team Visma \\| Lease a Bike \| 8 h 04 min 48 s \| \| \| 2.º \| Diego Ulissi \| UAE Team Emirates \| + 19 s \| \| \| 3.º \| Wilco Kelderman \| Team Visma \\| Lease a Bike \| + 20 s \| \| \| 4.º \| Romain Grégoire \| Groupama-FDJ \| + 33 s \| \| \| 5.º \| Magnus Sheffield \| Ineos Grenadiers \| + 37 s \| \| \| 6.º \| Edoardo Zambanini \| Bahrain Victorious \| + 45 s \| \| \| 7.º \| Yannis Voisard \| Tudor Pro Cycling Team \| + 49 s \| \| \| 8.º \| Matej Mohorič \| Bahrain Victorious \| + 49 s \| \| \| 9.º \| Mikkel Honoré \| EF Education-EasyPost \| + 49 s \| \| \| 10.º \| Felix Großschartner \| UAE Team Emirates \| + 50 s \| \| |                     |                            |                 |
| |                     |                            |                 |
| |                     |                            |                 |
| Clasificación general |                     |                            |                 |
| Ciclista | Ciclista            | Equipo                     | Tiempo          |
| 1.º | Jonas Vingegaard    | Team Visma \| Lease a Bike | 8 h 04 min 48 s |
| 2.º | Diego Ulissi        | UAE Team Emirates          | + 19 s          |
| 3.º | Wilco Kelderman     | Team Visma \| Lease a Bike | + 20 s          |
| 4.º | Romain Grégoire     | Groupama-FDJ               | + 33 s          |
| 5.º | Magnus Sheffield    | Ineos Grenadiers           | + 37 s          |
| 6.º | Edoardo Zambanini   | Bahrain Victorious         | + 45 s          |
| 7.º | Yannis Voisard      | Tudor Pro Cycling Team     | + 49 s          |
| 8.º | Matej Mohorič       | Bahrain Victorious         | + 49 s          |
| 9.º | Mikkel Honoré       | EF Education-EasyPost      | + 49 s          |
| 10.º | Felix Großschartner | UAE Team Emirates          | + 50 s          |

### 4.ª etapa
| Kudowa-Zdrój - Prudnik | etapa llana | (195,3 km) |

| \| Clasificación de la etapa \| Clasificación de la etapa \| Clasificación de la etapa \| Clasificación de la etapa \| Clasificación de la etapa \| \| Ciclista \| Ciclista \| Equipo \| Tiempo \| \| \| ------------------------- \| ------------------------- \| -------------------------- \| ------------------------- \| ------------------------- \| \| 1.º \| Olav Kooij \| Team Visma \\| Lease a Bike \| 4 h 46 min 20 s \| \| \| 2.º \| Sam Bennett \| Decathlon-AG2R La Mondiale \| + 0 s \| \| \| 3.º \| Mads Pedersen \| Lidl-Trek \| + 0 s \| \| \| 4.º \| Jordi Meeus \| Red Bull-Bora-Hansgrohe \| + 0 s \| \| \| 5.º \| Tim Merlier \| Soudal Quick-Step \| + 0 s \| \| \| 6.º \| Stanisław Aniołkowski \| Cofidis \| + 0 s \| \| \| 7.º \| Gerben Thijssen \| Intermarché-Wanty \| + 0 s \| \| \| 8.º \| Alberto Dainese \| Tudor Pro Cycling Team \| + 0 s \| \| \| 9.º \| Jensen Plowright \| Alpecin-Deceuninck \| + 0 s \| \| \| 10.º \| Phil Bauhaus \| Bahrain Victorious \| + 0 s \| \| |                       |                            |                 |
| |                       |                            |                 |
| |                       |                            |                 |
| Clasificación de la etapa |                       |                            |                 |
| Ciclista | Ciclista              | Equipo                     | Tiempo          |
| 1.º | Olav Kooij            | Team Visma \| Lease a Bike | 4 h 46 min 20 s |
| 2.º | Sam Bennett           | Decathlon-AG2R La Mondiale | + 0 s           |
| 3.º | Mads Pedersen         | Lidl-Trek                  | + 0 s           |
| 4.º | Jordi Meeus           | Red Bull-Bora-Hansgrohe    | + 0 s           |
| 5.º | Tim Merlier           | Soudal Quick-Step          | + 0 s           |
| 6.º | Stanisław Aniołkowski | Cofidis                    | + 0 s           |
| 7.º | Gerben Thijssen       | Intermarché-Wanty          | + 0 s           |
| 8.º | Alberto Dainese       | Tudor Pro Cycling Team     | + 0 s           |
| 9.º | Jensen Plowright      | Alpecin-Deceuninck         | + 0 s           |
| 10.º | Phil Bauhaus          | Bahrain Victorious         | + 0 s           |

| \| Clasificación general \| Clasificación general \| Clasificación general \| Clasificación general \| Clasificación general \| \| Ciclista \| Ciclista \| Equipo \| Tiempo \| \| \| --------------------- \| --------------------- \| -------------------------- \| --------------------- \| --------------------- \| \| 1.º \| Jonas Vingegaard \| Team Visma \\| Lease a Bike \| 12 h 51 min 08 s \| \| \| 2.º \| Diego Ulissi \| UAE Team Emirates \| + 19 s \| \| \| 3.º \| Wilco Kelderman \| Team Visma \\| Lease a Bike \| + 20 s \| \| \| 4.º \| Romain Grégoire \| Groupama-FDJ \| + 33 s \| \| \| 5.º \| Magnus Sheffield \| Ineos Grenadiers \| + 37 s \| \| \| 6.º \| Matej Mohorič \| Bahrain Victorious \| + 44 s \| \| \| 7.º \| Edoardo Zambanini \| Bahrain Victorious \| + 44 s \| \| \| 8.º \| Yannis Voisard \| Tudor Pro Cycling Team \| + 49 s \| \| \| 9.º \| Mikkel Honoré \| EF Education-EasyPost \| + 49 s \| \| \| 10.º \| Felix Großschartner \| UAE Team Emirates \| + 50 s \| \| |                     |                            |                  |
| |                     |                            |                  |
| |                     |                            |                  |
| Clasificación general |                     |                            |                  |
| Ciclista | Ciclista            | Equipo                     | Tiempo           |
| 1.º | Jonas Vingegaard    | Team Visma \| Lease a Bike | 12 h 51 min 08 s |
| 2.º | Diego Ulissi        | UAE Team Emirates          | + 19 s           |
| 3.º | Wilco Kelderman     | Team Visma \| Lease a Bike | + 20 s           |
| 4.º | Romain Grégoire     | Groupama-FDJ               | + 33 s           |
| 5.º | Magnus Sheffield    | Ineos Grenadiers           | + 37 s           |
| 6.º | Matej Mohorič       | Bahrain Victorious         | + 44 s           |
| 7.º | Edoardo Zambanini   | Bahrain Victorious         | + 44 s           |
| 8.º | Yannis Voisard      | Tudor Pro Cycling Team     | + 49 s           |
| 9.º | Mikkel Honoré       | EF Education-EasyPost      | + 49 s           |
| 10.º | Felix Großschartner | UAE Team Emirates          | + 50 s           |

### 5.ª etapa
| Katowice - Katowice | etapa llana | (187,6 km) |

| \| Clasificación de la etapa \| Clasificación de la etapa \| Clasificación de la etapa \| Clasificación de la etapa \| Clasificación de la etapa \| \| Ciclista \| Ciclista \| Equipo \| Tiempo \| \| \| ------------------------- \| ------------------------- \| -------------------------- \| ------------------------- \| ------------------------- \| \| 1.º \| Tim Merlier \| Soudal Quick-Step \| 4 h 00 min 05 s \| \| \| 2.º \| Jordi Meeus \| Red Bull-Bora-Hansgrohe \| + 0 s \| \| \| 3.º \| Olav Kooij \| Team Visma \\| Lease a Bike \| + 0 s \| \| \| 4.º \| Jensen Plowright \| Alpecin-Deceuninck \| + 0 s \| \| \| 5.º \| Jake Stewart \| Israel-Premier Tech \| + 0 s \| \| \| 6.º \| Davide Cimolai \| Movistar Team \| + 0 s \| \| \| 7.º \| Danny van Poppel \| Red Bull-Bora-Hansgrohe \| + 0 s \| \| \| 8.º \| Stanisław Aniołkowski \| Cofidis \| + 0 s \| \| \| 9.º \| Andrea Pasqualon \| Bahrain Victorious \| + 0 s \| \| \| 10.º \| Casper van Uden \| Team dsm-firmenich PostNL \| + 0 s \| \| |                       |                            |                 |
| |                       |                            |                 |
| |                       |                            |                 |
| Clasificación de la etapa |                       |                            |                 |
| Ciclista | Ciclista              | Equipo                     | Tiempo          |
| 1.º | Tim Merlier           | Soudal Quick-Step          | 4 h 00 min 05 s |
| 2.º | Jordi Meeus           | Red Bull-Bora-Hansgrohe    | + 0 s           |
| 3.º | Olav Kooij            | Team Visma \| Lease a Bike | + 0 s           |
| 4.º | Jensen Plowright      | Alpecin-Deceuninck         | + 0 s           |
| 5.º | Jake Stewart          | Israel-Premier Tech        | + 0 s           |
| 6.º | Davide Cimolai        | Movistar Team              | + 0 s           |
| 7.º | Danny van Poppel      | Red Bull-Bora-Hansgrohe    | + 0 s           |
| 8.º | Stanisław Aniołkowski | Cofidis                    | + 0 s           |
| 9.º | Andrea Pasqualon      | Bahrain Victorious         | + 0 s           |
| 10.º | Casper van Uden       | Team dsm-firmenich PostNL  | + 0 s           |

| \| Clasificación general \| Clasificación general \| Clasificación general \| Clasificación general \| Clasificación general \| \| Ciclista \| Ciclista \| Equipo \| Tiempo \| \| \| --------------------- \| --------------------- \| -------------------------- \| --------------------- \| --------------------- \| \| 1.º \| Jonas Vingegaard \| Team Visma \\| Lease a Bike \| 16 h 58 min 08 s \| \| \| 2.º \| Diego Ulissi \| UAE Team Emirates \| + 19 s \| \| \| 3.º \| Wilco Kelderman \| Team Visma \\| Lease a Bike \| + 20 s \| \| \| 4.º \| Romain Grégoire \| Groupama-FDJ \| + 33 s \| \| \| 5.º \| Magnus Sheffield \| Ineos Grenadiers \| + 37 s \| \| \| 6.º \| Matej Mohorič \| Bahrain Victorious \| + 44 s \| \| \| 7.º \| Edoardo Zambanini \| Bahrain Victorious \| + 44 s \| \| \| 8.º \| Yannis Voisard \| Tudor Pro Cycling Team \| + 49 s \| \| \| 9.º \| Mikkel Honoré \| EF Education-EasyPost \| + 49 s \| \| \| 10.º \| Felix Großschartner \| UAE Team Emirates \| + 50 s \| \| |                     |                            |                  |
| |                     |                            |                  |
| |                     |                            |                  |
| Clasificación general |                     |                            |                  |
| Ciclista | Ciclista            | Equipo                     | Tiempo           |
| 1.º | Jonas Vingegaard    | Team Visma \| Lease a Bike | 16 h 58 min 08 s |
| 2.º | Diego Ulissi        | UAE Team Emirates          | + 19 s           |
| 3.º | Wilco Kelderman     | Team Visma \| Lease a Bike | + 20 s           |
| 4.º | Romain Grégoire     | Groupama-FDJ               | + 33 s           |
| 5.º | Magnus Sheffield    | Ineos Grenadiers           | + 37 s           |
| 6.º | Matej Mohorič       | Bahrain Victorious         | + 44 s           |
| 7.º | Edoardo Zambanini   | Bahrain Victorious         | + 44 s           |
| 8.º | Yannis Voisard      | Tudor Pro Cycling Team     | + 49 s           |
| 9.º | Mikkel Honoré       | EF Education-EasyPost      | + 49 s           |
| 10.º | Felix Großschartner | UAE Team Emirates          | + 50 s           |

### 6.ª etapa
| Wadowice - Bukowina Tatrzańska | etapa escarpada | (183,2 km) |

| \| Clasificación de la etapa \| Clasificación de la etapa \| Clasificación de la etapa \| Clasificación de la etapa \| Clasificación de la etapa \| \| Ciclista \| Ciclista \| Equipo \| Tiempo \| \| \| ------------------------- \| ------------------------- \| -------------------------- \| ------------------------- \| ------------------------- \| \| 1.º \| Thibau Nys \| Lidl-Trek \| 4 h 26 min 06 s \| \| \| 2.º \| Diego Ulissi \| UAE Team Emirates \| + 0 s \| \| \| 3.º \| Oscar Onley \| Team dsm-firmenich PostNL \| + 0 s \| \| \| 4.º \| Jonas Vingegaard \| Team Visma \\| Lease a Bike \| + 0 s \| \| \| 5.º \| Wilco Kelderman \| Team Visma \\| Lease a Bike \| + 0 s \| \| \| 6.º \| Andrea Bagioli \| Lidl-Trek \| + 0 s \| \| \| 7.º \| Aurélien Paret-Peintre \| Decathlon-AG2R La Mondiale \| + 0 s \| \| \| 8.º \| Edoardo Zambanini \| Bahrain Victorious \| + 0 s \| \| \| 9.º \| Matej Mohorič \| Bahrain Victorious \| + 0 s \| \| \| 10.º \| Frederik Wandahl \| Red Bull-Bora-Hansgrohe \| + 0 s \| \| |                        |                            |                 |
| |                        |                            |                 |
| |                        |                            |                 |
| Clasificación de la etapa |                        |                            |                 |
| Ciclista | Ciclista               | Equipo                     | Tiempo          |
| 1.º | Thibau Nys             | Lidl-Trek                  | 4 h 26 min 06 s |
| 2.º | Diego Ulissi           | UAE Team Emirates          | + 0 s           |
| 3.º | Oscar Onley            | Team dsm-firmenich PostNL  | + 0 s           |
| 4.º | Jonas Vingegaard       | Team Visma \| Lease a Bike | + 0 s           |
| 5.º | Wilco Kelderman        | Team Visma \| Lease a Bike | + 0 s           |
| 6.º | Andrea Bagioli         | Lidl-Trek                  | + 0 s           |
| 7.º | Aurélien Paret-Peintre | Decathlon-AG2R La Mondiale | + 0 s           |
| 8.º | Edoardo Zambanini      | Bahrain Victorious         | + 0 s           |
| 9.º | Matej Mohorič          | Bahrain Victorious         | + 0 s           |
| 10.º | Frederik Wandahl       | Red Bull-Bora-Hansgrohe    | + 0 s           |

| \| Clasificación general \| Clasificación general \| Clasificación general \| Clasificación general \| Clasificación general \| \| Ciclista \| Ciclista \| Equipo \| Tiempo \| \| \| --------------------- \| --------------------- \| -------------------------- \| --------------------- \| --------------------- \| \| 1.º \| Jonas Vingegaard \| Team Visma \\| Lease a Bike \| 21 h 22 min 14 s \| \| \| 2.º \| Diego Ulissi \| UAE Team Emirates \| + 13 s \| \| \| 3.º \| Wilco Kelderman \| Team Visma \\| Lease a Bike \| + 20 s \| \| \| 4.º \| Romain Grégoire \| Groupama-FDJ \| + 33 s \| \| \| 5.º \| Magnus Sheffield \| Ineos Grenadiers \| + 37 s \| \| \| 6.º \| Matej Mohorič \| Bahrain Victorious \| + 44 s \| \| \| 7.º \| Edoardo Zambanini \| Bahrain Victorious \| + 44 s \| \| \| 8.º \| Yannis Voisard \| Tudor Pro Cycling Team \| + 49 s \| \| \| 9.º \| Mikkel Honoré \| EF Education-EasyPost \| + 49 s \| \| \| 10.º \| Oscar Onley \| Team dsm-firmenich PostNL \| + 53 s \| \| |                   |                            |                  |
| |                   |                            |                  |
| |                   |                            |                  |
| Clasificación general |                   |                            |                  |
| Ciclista | Ciclista          | Equipo                     | Tiempo           |
| 1.º | Jonas Vingegaard  | Team Visma \| Lease a Bike | 21 h 22 min 14 s |
| 2.º | Diego Ulissi      | UAE Team Emirates          | + 13 s           |
| 3.º | Wilco Kelderman   | Team Visma \| Lease a Bike | + 20 s           |
| 4.º | Romain Grégoire   | Groupama-FDJ               | + 33 s           |
| 5.º | Magnus Sheffield  | Ineos Grenadiers           | + 37 s           |
| 6.º | Matej Mohorič     | Bahrain Victorious         | + 44 s           |
| 7.º | Edoardo Zambanini | Bahrain Victorious         | + 44 s           |
| 8.º | Yannis Voisard    | Tudor Pro Cycling Team     | + 49 s           |
| 9.º | Mikkel Honoré     | EF Education-EasyPost      | + 49 s           |
| 10.º | Oscar Onley       | Team dsm-firmenich PostNL  | + 53 s           |

### 7.ª etapa
| Minas de sal de Wieliczka - Cracovia | etapa llana | (142,1 km) |

| \| Clasificación de la etapa \| Clasificación de la etapa \| Clasificación de la etapa \| Clasificación de la etapa \| Clasificación de la etapa \| \| Ciclista \| Ciclista \| Equipo \| Tiempo \| \| \| ------------------------- \| ------------------------- \| -------------------------- \| ------------------------- \| ------------------------- \| \| 1.º \| Olav Kooij \| Team Visma \\| Lease a Bike \| 3 h 04 min 08 s \| \| \| 2.º \| Tim Merlier \| Soudal Quick-Step \| + 0 s \| \| \| 3.º \| Gerben Thijssen \| Intermarché-Wanty \| + 0 s \| \| \| 4.º \| Casper van Uden \| Team dsm-firmenich PostNL \| + 0 s \| \| \| 5.º \| Jensen Plowright \| Alpecin-Deceuninck \| + 0 s \| \| \| 6.º \| Jordi Meeus \| Red Bull-Bora-Hansgrohe \| + 0 s \| \| \| 7.º \| Elmar Reinders \| Team Jayco AlUla \| + 0 s \| \| \| 8.º \| Oliver Naesen \| Decathlon-AG2R La Mondiale \| + 0 s \| \| \| 9.º \| Benjamin Swift \| Ineos Grenadiers \| + 0 s \| \| \| 10.º \| Edward Theuns \| Lidl-Trek \| + 0 s \| \| |                  |                            |                 |
| |                  |                            |                 |
| |                  |                            |                 |
| Clasificación de la etapa |                  |                            |                 |
| Ciclista | Ciclista         | Equipo                     | Tiempo          |
| 1.º | Olav Kooij       | Team Visma \| Lease a Bike | 3 h 04 min 08 s |
| 2.º | Tim Merlier      | Soudal Quick-Step          | + 0 s           |
| 3.º | Gerben Thijssen  | Intermarché-Wanty          | + 0 s           |
| 4.º | Casper van Uden  | Team dsm-firmenich PostNL  | + 0 s           |
| 5.º | Jensen Plowright | Alpecin-Deceuninck         | + 0 s           |
| 6.º | Jordi Meeus      | Red Bull-Bora-Hansgrohe    | + 0 s           |
| 7.º | Elmar Reinders   | Team Jayco AlUla           | + 0 s           |
| 8.º | Oliver Naesen    | Decathlon-AG2R La Mondiale | + 0 s           |
| 9.º | Benjamin Swift   | Ineos Grenadiers           | + 0 s           |
| 10.º | Edward Theuns    | Lidl-Trek                  | + 0 s           |

## Clasificaciones finales
- Las clasificaciones finalizaron de la siguiente forma:[3]

### Clasificación general
| \| Clasificación general \| Clasificación general \| Clasificación general \| Clasificación general \| Clasificación general \| \| Ciclista \| Ciclista \| Equipo \| Tiempo \| \| \| --------------------- \| --------------------- \| -------------------------- \| --------------------- \| --------------------- \| \| 1.º \| Jonas Vingegaard \| Team Visma \\| Lease a Bike \| 24 h 26 min 22 s \| \| \| 2.º \| Diego Ulissi \| UAE Team Emirates \| + 13 s \| \| \| 3.º \| Wilco Kelderman \| Team Visma \\| Lease a Bike \| + 20 s \| \| \| 4.º \| Romain Grégoire \| Groupama-FDJ \| + 33 s \| \| \| 5.º \| Magnus Sheffield \| Ineos Grenadiers \| + 37 s \| \| \| 6.º \| Matej Mohorič \| Bahrain Victorious \| + 44 s \| \| \| 7.º \| Edoardo Zambanini \| Bahrain Victorious \| + 44 s \| \| \| 8.º \| Yannis Voisard \| Tudor Pro Cycling Team \| + 49 s \| \| \| 9.º \| Mikkel Honoré \| EF Education-EasyPost \| + 49 s \| \| \| 10.º \| Oscar Onley \| Team dsm-firmenich PostNL \| + 53 s \| \| |                   |                            |                  |
| |                   |                            |                  |
| Fuente: ProCyclingStats |                   |                            |                  |
| Clasificación general |                   |                            |                  |
| Ciclista | Ciclista          | Equipo                     | Tiempo           |
| 1.º | Jonas Vingegaard  | Team Visma \| Lease a Bike | 24 h 26 min 22 s |
| 2.º | Diego Ulissi      | UAE Team Emirates          | + 13 s           |
| 3.º | Wilco Kelderman   | Team Visma \| Lease a Bike | + 20 s           |
| 4.º | Romain Grégoire   | Groupama-FDJ               | + 33 s           |
| 5.º | Magnus Sheffield  | Ineos Grenadiers           | + 37 s           |
| 6.º | Matej Mohorič     | Bahrain Victorious         | + 44 s           |
| 7.º | Edoardo Zambanini | Bahrain Victorious         | + 44 s           |
| 8.º | Yannis Voisard    | Tudor Pro Cycling Team     | + 49 s           |
| 9.º | Mikkel Honoré     | EF Education-EasyPost      | + 49 s           |
| 10.º | Oscar Onley       | Team dsm-firmenich PostNL  | + 53 s           |

### Clasificación metas volantes
| Clasificación por puntos | Clasificación por puntos | Clasificación por puntos   | Clasificación por puntos | Clasificación por puntos |
| Ciclista                 | Ciclista                 | Equipo                     | Puntos                   |                          |
| ------------------------ | ------------------------ | -------------------------- | ------------------------ | ------------------------ |
| 1.º                      | Diego Ulissi             | UAE Team Emirates          | 68 pts                   |                          |
| 2.º                      | Jonas Vingegaard         | Team Visma \| Lease a Bike | 65 pts                   |                          |
| 3.º                      | Wilco Kelderman          | Team Visma \| Lease a Bike | 64 pts                   |                          |
| 4.º                      | Thibau Nys               | Lidl-Trek                  | 60 pts                   |                          |
| 5.º                      | Olav Kooij               | Team Visma \| Lease a Bike | 58 pts                   |                          |
| 6.º                      | Tim Merlier              | Soudal Quick-Step          | 55 pts                   |                          |
| 7.º                      | Jordi Meeus              | Red Bull-Bora-Hansgrohe    | 51 pts                   |                          |
| 8.º                      | Romain Grégoire          | Groupama-FDJ               | 49 pts                   |                          |
| 9.º                      | Magnus Sheffield         | Ineos Grenadiers           | 48 pts                   |                          |
| 10.º                     | Matej Mohorič            | Bahrain Victorious         | 46 pts                   |                          |

### Clasificación de la montaña
| Clasificación de la montaña | Clasificación de la montaña | Clasificación de la montaña | Clasificación de la montaña | Clasificación de la montaña |
| Ciclista                    | Ciclista                    | Equipo                      | Puntos                      |                             |
| --------------------------- | --------------------------- | --------------------------- | --------------------------- | --------------------------- |
| 1.º                         | Michał Paluta               | Polonia                     | 33 pts                      |                             |
| 2.º                         | Silvan Dillier              | Alpecin-Deceuninck          | 17 pts                      |                             |
| 3.º                         | Jan Maas                    | Team Jayco AlUla            | 17 pts                      |                             |
| 4.º                         | Davide Formolo              | Movistar Team               | 15 pts                      |                             |
| 5.º                         | Archie Ryan                 | EF Education-EasyPost       | 13 pts                      |                             |
| 6.º                         | Samuele Battistella         | Astana Qazaqstan Team       | 12 pts                      |                             |
| 7.º                         | Wilco Kelderman             | Team Visma \| Lease a Bike  | 7 pts                       |                             |
| 8.º                         | Jonas Vingegaard            | Team Visma \| Lease a Bike  | 5 pts                       |                             |
| 9.º                         | Johan Jacobs                | Movistar Team               | 3 pts                       |                             |
| 10.º                        | Oscar Onley                 | Team dsm-firmenich PostNL   | 3 pts                       |                             |

### Clasificación de la combatividad
| Clasificación de la combatividad | Clasificación de la combatividad | Clasificación de la combatividad | Clasificación de la combatividad | Clasificación de la combatividad |
| Ciclista                         | Ciclista                         | Equipo                           | Puntos                           |                                  |
| -------------------------------- | -------------------------------- | -------------------------------- | -------------------------------- | -------------------------------- |
| 1.º                              | Norbert Banaszek                 | Polonia                          | 11 pts                           |                                  |
| 2.º                              | Kacper Gieryk                    | Polonia                          | 6 pts                            |                                  |
| 3.º                              | Matej Mohorič                    | Bahrain Victorious               | 5 pts                            |                                  |
| 4.º                              | Jan Maas                         | Team Jayco AlUla                 | 4 pts                            |                                  |
| 5.º                              | Davide Formolo                   | Movistar Team                    | 3 pts                            |                                  |
| 6.º                              | Marcin Budziński                 | Polonia                          | 3 pts                            |                                  |
| 7.º                              | Mick van Dijke                   | Team Visma \| Lease a Bike       | 3 pts                            |                                  |
| 8.º                              | Johan Jacobs                     | Movistar Team                    | 3 pts                            |                                  |
| 9.º                              | Michał Paluta                    | Polonia                          | 3 pts                            |                                  |
| 10.º                             | Archie Ryan                      | EF Education-EasyPost            | 2 pts                            |                                  |

### Clasificación por equipos
| Clasificación por equipos | Clasificación por equipos  | Clasificación por equipos | Clasificación por equipos |
| Equipo                    | Equipo                     | Tiempo                    |                           |
| ------------------------- | -------------------------- | ------------------------- | ------------------------- |
| 1.º                       | UAE Team Emirates          | 73 h 20 min 28 s          |                           |
| 2.º                       | Bahrain Victorious         | + 5 min 05 s              |                           |
| 3.º                       | EF Education-EasyPost      | + 7 min 40 s              |                           |
| 4.º                       | Team Visma \| Lease a Bike | + 14 min 34 s             |                           |
| 5.º                       | Q36.5 Pro Cycling Team     | + 15 min 28 s             |                           |
| 6.º                       | Movistar Team              | + 17 min 22 s             |                           |
| 7.º                       | Israel-Premier Tech        | + 17 min 34 s             |                           |
| 8.º                       | Tudor Pro Cycling Team     | + 18 min 40 s             |                           |
| 9.º                       | Cofidis                    | + 20 min 08 s             |                           |
| 10.º                      | Decathlon-AG2R La Mondiale | + 20 min 35 s             |                           |

## Evolución de las clasificaciones
| Etapa                   |                         | Ganador _   | Clasificación general | Montaña       | Metas volantes   | Combatividad     | Equipo _          |
| ----------------------- | ----------------------- | ----------- | --------------------- | ------------- | ---------------- | ---------------- | ----------------- |
| 1.ª etapa               | etapa escarpada         | Thibau Nys  | Thibau Nys            | Michał Paluta | Thibau Nys       | Szymon Sajnok    | UAE Team Emirates |
| 2.ª etapa               | contrarreloj individual | Tim Wellens | Jonas Vingegaard      | Michał Paluta | Jonas Vingegaard | Szymon Sajnok    | UAE Team Emirates |
| 3.ª etapa               | etapa escarpada         | Thibau Nys  | Jonas Vingegaard      | Michał Paluta | Diego Ulissi     | Szymon Sajnok    | UAE Team Emirates |
| 4.ª etapa               | etapa llana             | Olav Kooij  | Jonas Vingegaard      | Michał Paluta | Diego Ulissi     | Szymon Sajnok    | UAE Team Emirates |
| 5.ª etapa               | etapa llana             | Tim Merlier | Jonas Vingegaard      | Michał Paluta | Diego Ulissi     | Norbert Banaszek | UAE Team Emirates |
| 6.ª etapa               | etapa escarpada         | Thibau Nys  | Jonas Vingegaard      | Michał Paluta | Diego Ulissi     | Norbert Banaszek | UAE Team Emirates |
| 7.ª etapa               | etapa llana             | Olav Kooij  | Jonas Vingegaard      | Michał Paluta | Diego Ulissi     | Norbert Banaszek | UAE Team Emirates |
| Clasificaciones finales | Clasificaciones finales |             | Jonas Vingegaard      | Michał Paluta | Diego Ulissi     | Norbert Banaszek | UAE Team Emirates |

## Ciclistas participantes y posiciones finales
Convenciones:
- AB: Abandono
- FLT: Retiro por llegada fuera del límite de tiempo
- NTS: No tomó la salida
- DES: Descalificado o expulsado

## UCI World Ranking
El Tour de Polonia otorgó puntos para el UCI World Ranking para corredores de los equipos en las categorías UCI WorldTeam, UCI ProTeam y Continental. Las siguientes tablas son el baremo de puntuación y los diez corredores que obtuvieron más puntos:
| Posición              | 1.º | 2.º | 3.º | 4.º | 5.º | 6.º | 7.º | 8.º | 9.º | 10.º | 11.º | 12.º | 13.º | 14.º | 15.º | 16.º-20.º | 21.º-30.º | 31.º-50.º | 51.º-55.º | 56.º-60.º |
| Clasificación general | 400 | 320 | 260 | 220 | 180 | 140 | 120 | 100 | 80  | 68   | 56   | 48   | 40   | 32   | 28   | 24        | 16        | 8         | 4         | 2         |
| Por etapa             | 50  | 30  | 25  | 20  | 15  | 10  | 8   | 6   | 3   | 1    |      |      |      |      |      |           |           |           |           |           |
| Líder                 | 8   |     |     |     |     |     |     |     |     |      |      |      |      |      |      |           |           |           |           |           |

| Clasificación |                   |                       |         |       |       |       |
| Ciclista      | Ciclista          | Equipo                | General | Etapa | Líder | Total |
| ------------- | ----------------- | --------------------- | ------- | ----- | ----- | ----- |
| 1.º           | Jonas Vingegaard  | Visma \| Lease a Bike | 400     | 73    | 40    | 513   |
| 2.º           | Diego Ulissi      | UAE Emirates          | 320     | 80    | -     | 400   |
| 3.º           | Wilco Kelderman   | Visma \| Lease a Bike | 260     | 70    | -     | 330   |
| 4.º           | Romain Grégoire   | Groupama-FDJ          | 220     | 17    | -     | 237   |
| 5.º           | Magnus Sheffield  | INEOS Grenadiers      | 180     | 23    | -     | 203   |
| 6.º           | Thibau Nys        | Lidl-Trek             | 8       | 150   | 8     | 166   |
| 7.º           | Matej Mohorič     | Bahrain Victorious    | 140     | 24    | -     | 164   |
| 8.º           | Edoardo Zambanini | Bahrain Victorious    | 120     | 16    | -     | 136   |
| 9.º           | Olav Kooij        | Visma \| Lease a Bike | -       | 125   | -     | 125   |
| 10.º          | Oscar Onley       | dsm-firmenich PostNL  | 68      | 45    | -     | 113   |